# 耶羅波安一世
耶羅波安一世 （希伯來語：‎，；？—前910年）天主教譯為雅洛貝罕，是以色列南北國分裂後，北國以色列的第一任君主。他的父親是尼百，母親名叫洗魯阿，並且為以法莲支派的洗利達人（列王紀上11:26）。

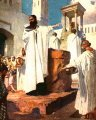
耶羅波安一世

## 以色列分裂
由於羅波安的父親所羅門背離耶和華神的道，侍奉外邦人的偶像，耶和華借先知亚希雅之口應許耶羅波安要將國給他。於是當做苦工的以色列人要羅波安減輕他們的勞役的時候，羅波安採納了年輕臣子的意見，用嚴厲的話回答百姓，導致了以色列王國的分裂。（王上12:8-15）國家分裂為南北兩國，分裂後的南國首都繼續在耶路撒冷，歷史上被稱為猶大王國，由犹大支派和便雅悯支派組成；而北部由剩下的10個支派聯合而成，建立了新的以色列王國，建都示劍（王上12:25），後期才遷至撒馬利亞（王上16章）

## 登年早期
耶羅波安一世在位的年期，目前歷史上有兩種講法：
1. 威廉·奧爾布賴特（英语：William F. Albright）認為是從前931年到前909年
2. 費毅榮（英语：Edwin R. Thiele）認為是從前922年到前901年

## 聖經相關章節
- 《列王紀上》第11–14章